# ميغيل هينريكز غوزمان
ميغيل هينريكز غوزمان هو عسكري وسياسي مكسيكي، ولد في 4 أغسطس 1898 في بيدراس نيغراس في المكسيك، وتوفي في 29 أغسطس 1972 في مدينة مكسيكو في المكسيك. نشط حزبياً في الحزب الثوري المؤسساتي.